# Municipio de Meadow (Dakota del Sur)
El municipio de Meadow (en inglés: Meadow Township) es un municipio ubicado en el condado de Perkins en el estado estadounidense de Dakota del Sur. En el año 2010 tenía una población de 48 habitantes y una densidad poblacional de 0,52 personas por km².

## Geografía
El municipio de Meadow se encuentra ubicado en las coordenadas 45°31′10″N 102°16′12″O / 45.51944, -102.27000. Según la Oficina del Censo de los Estados Unidos, el municipio tiene una superficie total de 92.83 km², de la cual 92,15 km² corresponden a tierra firme y (0,73 %) 0,68 km² es agua.

## Demografía
Según el censo de 2010, había 48 personas residiendo en el municipio de Meadow. La densidad de población era de 0,52 hab./km². De los 48 habitantes, el municipio de Meadow estaba compuesto por el 97,92 % blancos y el 2,08 % eran de una mezcla de razas. Del total de la población el 0 % eran hispanos o latinos de cualquier raza.